# Astragalus beitashanensis
Astragalus beitashanensis es una especie de planta del género Astragalus, de la familia de las leguminosas, orden Fabales.
Fue descrita científicamente por W. Chai & P. Yan.